# بلقيس اللهبي
بلقيس اللهبي (مواليد 1972) هي ناشطة سياسية مدنية ونسوية يمنية، وشخصية في الثورة اليمنية، وعضو في مؤتمر الحوار الوطني. انخرطت في العمل مع المنظمات السياسية، معظمها في عالم حقوق المرأة وحقوق الإنسان والحرية السياسية. كانت متحدثة في منتدى أوسلو للحرية 2018.

## النشأة والنشاط
وُلدت اللهبي في عام 1972 لعائلة فقيرة في صنعاء، اليمن، في مجتمع تصفه بأنه «تقليدي ولكن ملون، [حيث] شاركت النساء في كل شيء» خلال الحياة اليومية.
في عام 2006، أصبحت اللهبي إحدى قادة تحالف منظمات الحركة الاجتماعية التي احتجت على الحكومة بأساليب مثل الاعتصامات والاحتجاجات. كانت واحدة من منظمي منتدى عام 2007 ضد الحرب بين الحكومة والحركة الحوثية.

## الربيع العربي والثروة اليمنية
خلال الاحتجاجات المبكرة، تظاهرت هي وغيرها من المتظاهرين أمام السفارة التونسية في صنعاء. صرحت لصحيفة نيويورك تايمز، أنه في البداية، قادت النساء العديد من الاحتجاجات وأن العديد من القضايا التي أثيرت كانت على وفيات الأمهات وزواج الأطفال وعبء الأمية والفقر غير المتكافئ.
بعد سقوط صالح في عام 2012، تم تنظيم مؤتمر الحوار الوطني كجزء من جهود المصالحة اليمنية للأزمات. تم تخصيص 30 ٪ من المقاعد للنساء وحصلت اللهبي على واحد من المقاعد. في مقابلة، أشارت إلى استمرار الصراعات العنيفة بين مختلف الفصائل في البلاد، وحتى المسؤولين الحكوميين التقدميين والنساء استمروا في القول إنه لم يكن الوقت المناسب للحديث عن حرية المرأة.
في أبريل 2015، دمر القصف منزل اللهبي وأجبرها على الخروج من البلاد؛ حيث هربت إلى الأردن دون رغبة في العودة.
كانت اللهبي أحد المتحدثين في منتدى أوسلو للحرية 2018 وتحدثت عن مقاومة غير عنيفة ضد الاستبداد.